# Loris Karius
Loris Karius (Biberach an der Riß, 22 juni 1993) is een Duits voetballer die als doelman speelt voor Schalke 04 dat uitkomt in de 2.Bundesliga.

## Clubcarrière

### Mainz 05
Karius speelde in de jeugd voor achtereenvolgens FV Biberach, SG Mettenberg, SSV Ulm, VfB Stuttgart en Manchester City. Hij speelde twee seizoenen voor laatstgenoemde club, zonder daarvoor te debuteren in het eerste elftal. Manchester verhuurde Karius in 2011 voor zes maanden aan FSV Mainz 05, dat hem daarna definitief overnam. Hij debuteerde op 1 december 2012 voor de Duitse club in het betaald voetbal toen hij tijdens een wedstrijd in de Bundesliga Shawn Parker verving, nadat doelman Christian Wetklo met rood van het veld was gestuurd.
Karius diende in seizoen 2013/14 als derde doelman bij Mainz, achter Wetklo en Heinz Müller. In verband met een schorsing van eerstgenoemde en een blessure van die laatste, mocht hij op 10 november 2013 in de basis beginnen tijdens een competitiewedstrijd tegen Eintracht Frankfurt. Zijn teamgenoten en hij wonnen met 1–0. Coach Thomas Tuchel stelde hem daarna ook de rest van het seizoen op. Daarna was hij bij coaches Kasper Hjulmand en Martin Schmidt in 2014/15 en 2015/16 eveneens eerste keus.

### Liverpool
Karius verruilde Mainz in de zomer van 2016 voor Liverpool. Hier moest hij concurrentiestrijd onder de lat aangaan met Simon Mignolet. De Engelse club maakte 4,7 miljoen pond over aan Mainz voor de doelman. Karius verdrong Mignolet na een paar maanden uit het doel, maar verloor zijn positie nog voor nieuwjaar weer aan de Belg. Na wederom een halfjaar bankzitten in 2017/18 werd hij in januari 2018 dan toch eerste keus bij Liverpool. Dit zou niet heel lang duren. Op 26 mei 2018 speelde Liverpool de finale van de Champions League tegen Real Madrid. Real Madrid won met 3–1 en dat kwam mede door twee blunders van Karius. De eerste was een uitworp die hij direct tegen Real-aanvaller Karim Benzema aangooide en de tweede een schot van Gareth Bale die hij door zijn handen liet glippen. Later werd bekend dat Karius een hersenschudding had opgelopen nadat hij in aanraking kwam met de elleboog van Sergio Ramos, voordat de twee doelpunten vielen.
Liverpool kocht een kleine twee maanden na de finale van de Champions League Alisson Becker, die direct als nieuwe eerste doelman ging functioneren. Karius werd verhuurd aan Beşiktaş. 

### Beşiktaş JK
Op 25 augustus 2018 werd Karius voor twee jaar verhuurd aan Beşiktaş . Op 2 september maakte Karius zijn debuut voor deze club tegen Bursaspor in de Süper Lig, deze wedstrijd eindigde in 1-1. In zijn eerste jaar keepte Karius 32 wedstrijden en hield 8 keer de nul.
In zijn tweede seizoen keepte Karius 32 wedstrijden en hield 6 keer de nul.

### Union Berlin
In 2020 werd hij voor een seizoen verhuurd aan 1. FC Union Berlin. Hier was hij reserve doelman, achter Andreas Luthe. Op 31 januari 2021 zijn debuut tegen  Borussia Mönchengladbach als invaller. Het basisdebuut maakte Karius tegen Schalke 04 twee weken later. In dit seizoen speelde Karius 5 wedstrijden en hield 3 keer de nul.

### Terug bij Liverpool
Karius keerde in juli 2021 terug bij Liverpool, maar maakte geen deel meer uit van de plannen van trainer Jürgen Klopp. Hij behoorde in seizoen 2021/22 voor niet één wedstrijd tot de wedstrijdselectie. 

### Newcastle United
Nadat zijn contract verliep in juli 2022 had Karius een paar maanden geen club. Hij tekende in september 2022 bij Newcastle United en werd hier reservedoelman achter Nick Pope. Het debuut maakte Karius op 26 februari tegen Manchester United in de EFL Cup deze wedstrijd eindigde in een 2-0 verlies. Bij Newcastle United speelde Karius slechts twee wedstrijden. Nadat zijn contract in juli 2024 afliep was Karius transfervrij.

### Schalke 04
Op 14 januari 2025 kreeg Karius een contract bij Schalke 04 voor de rest van het seizoen. Karius debuteerde op 28 februari 2025 tegen Preußen Münster in de 2.Bundesliga.

## Clubstatistieken
| Seizoen         | Club             | Competitie      | Competitie | Competitie | Beker | Beker | Internationaal | Internationaal | Overig | Overig | Totaal | Totaal |
| Seizoen         | Club             | Competitie      | Wed.       | Dlp.       | Wed.  | Dlp.  | Wed.           | Dlp.           | Wed.   | Dlp.   | Wed.   | Dlp.   |
| --------------- | ---------------- | --------------- | ---------- | ---------- | ----- | ----- | -------------- | -------------- | ------ | ------ | ------ | ------ |
| 2012/13         | Mainz 05         | Bundesliga      | 1          | 0          | 0     | 0     | —              | —              | —      | —      | 1      | 0      |
| 2013/14         | Mainz 05         | Bundesliga      | 23         | 0          | 0     | 0     | —              | —              | —      | —      | 23     | 0      |
| 2014/15         | Mainz 05         | Bundesliga      | 33         | 0          | 1     | 0     | 2              | 0              | —      | —      | 36     | 0      |
| 2015/16         | Mainz 05         | Bundesliga      | 34         | 0          | 2     | 0     | —              | —              | —      | —      | 36     | 0      |
| Club totaal     | Club totaal      | Club totaal     | 91         | 0          | 3     | 0     | 2              | 0              | 0      | 0      | 96     | 0      |
| 2016/17         | Liverpool        | Premier League  | 10         | 0          | 6     | 0     | 0              | 0              | —      | —      | 16     | 0      |
| 2017/18         | Liverpool        | Premier League  | 19         | 0          | 1     | 0     | 13             | 0              | —      | —      | 33     | 0      |
| Club totaal     | Club totaal      | Club totaal     | 29         | 0          | 7     | 0     | 13             | 0              | 0      | 0      | 49     | 0      |
| 2018/19         | → Beşiktaş       | Süper Lig       | 30         | 0          | 0     | 0     | 5              | 0              | —      | —      | 35     | 0      |
| 2019/20         | → Beşiktaş       | Süper Lig       | 25         | 0          | 2     | 0     | 5              | 0              | —      | —      | 32     | 0      |
| Club totaal     | Club totaal      | Club totaal     | 55         | 0          | 2     | 0     | 10             | 0              | 0      | 0      | 67     | 0      |
| 2020/21         | → Union Berlin   | Bundesliga      | 4          | 0          | 1     | 0     | —              | —              | —      | —      | 5      | 0      |
| 2021/22         | Liverpool        | Premier League  | 0          | 0          | 0     | 0     | 0              | 0              | —      | —      | 0      | 0      |
| Club totaal     | Club totaal      | Club totaal     | 29         | 0          | 7     | 0     | 13             | 0              | 0      | 0      | 49     | 0      |
| 2022/23         | Newcastle United | Premier League  | 0          | 0          | 1     | 0     | —              | —              | —      | —      | 1      | 0      |
| 2023/24         | Newcastle United | Premier League  | 1          | 0          | 0     | 0     | 0              | 0              | —      | —      | 0      | 0      |
| Club totaal     | Club totaal      | Club totaal     | 1          | 0          | 1     | 0     | 0              | 0              | 0      | 0      | 2      | 0      |
| 2024/25         | Schalke 04       | 2.Bundesliga    | 4          | 0          | 0     | 0     | -              | -              | -      | -      | 4      | 0      |
| Carrière totaal | Carrière totaal  | Carrière totaal | 183        | 0          | 14    | 0     | 25             | 0              | 0      | 0      | 222    | 0      |

Laatste update: 16 mei 2025

## Interlandcarrière
Karius maakte deel uit van alle Duitse nationale jeugdselecties vanaf Duitsland –16. Hij nam met geen hiervan deel aan een eindtoernooi.